# 旭山記念公園
旭山記念公園（あさひやまきねんこうえん）は、北海道札幌市中央区にある公園。

## 概要
藻岩山と円山の中間に位置し、札幌市創建100年記念事業の一環として造成した。標高137.5mにある展望台を中心に広場や森の中に園路を整備しており、展望広場は札幌市街を一望できて夜景の名所となっている。園路は自然歩道「藻岩山ルート」に通じている。毎年夏には『さっぽろ旭山音楽祭』を開催している。
山麓には札幌焼窯跡があり、大正時代に札幌焼を生産していた痕跡は「さっぽろ・ふるさと文化百選」に選定している。山頂は札幌市水道局の旭山配水池であり、その上に展望広場を設けている。冬季は歩くスキーコースを開設している。

## 歴史
ソリフラクションという作用による扇状地状の地形の上に当初は吉野牧場があり、1922年（大正11年）に札幌温泉土地株式会社が住宅地として定山渓温泉から引いたお湯による温泉場を設けた。札幌温泉電気軌道も運行し温泉山として知られていたが、1930年（昭和5年）に路面電車が廃止し温泉も閉鎖した。その後、土地を所有していた北海道拓殖銀行が1946年（昭和21年）に札幌市へスキー場用地として寄付し、1947年（昭和22年）から温泉山スキー場として営業していた。公園整備に伴い札幌市が周辺の土地を買収した。
2001年（平成13年）から公園の再整備に向けた事業を開始。2004年（平成16年）から工事が着工し、2009年（平成21年）にリニューアルオープンした。

## 施設
風の丘
森の家
市民活動の場になっており、休憩所、展示物などがある。
レストハウス
売店、休憩所がある（冬季閉鎖）。
ポートランドの森
ポートランド市との姉妹都市提携10周年を記念して植樹。
ミュンヘンの森
ミュンヘン市との姉妹都市提携10周年を記念して植樹。
学びの森
札幌市創建・北海道開道100周年を記念して植樹。
ピクニック広場
ちびっ子広場
遊具広場
噴水
展望デッキ

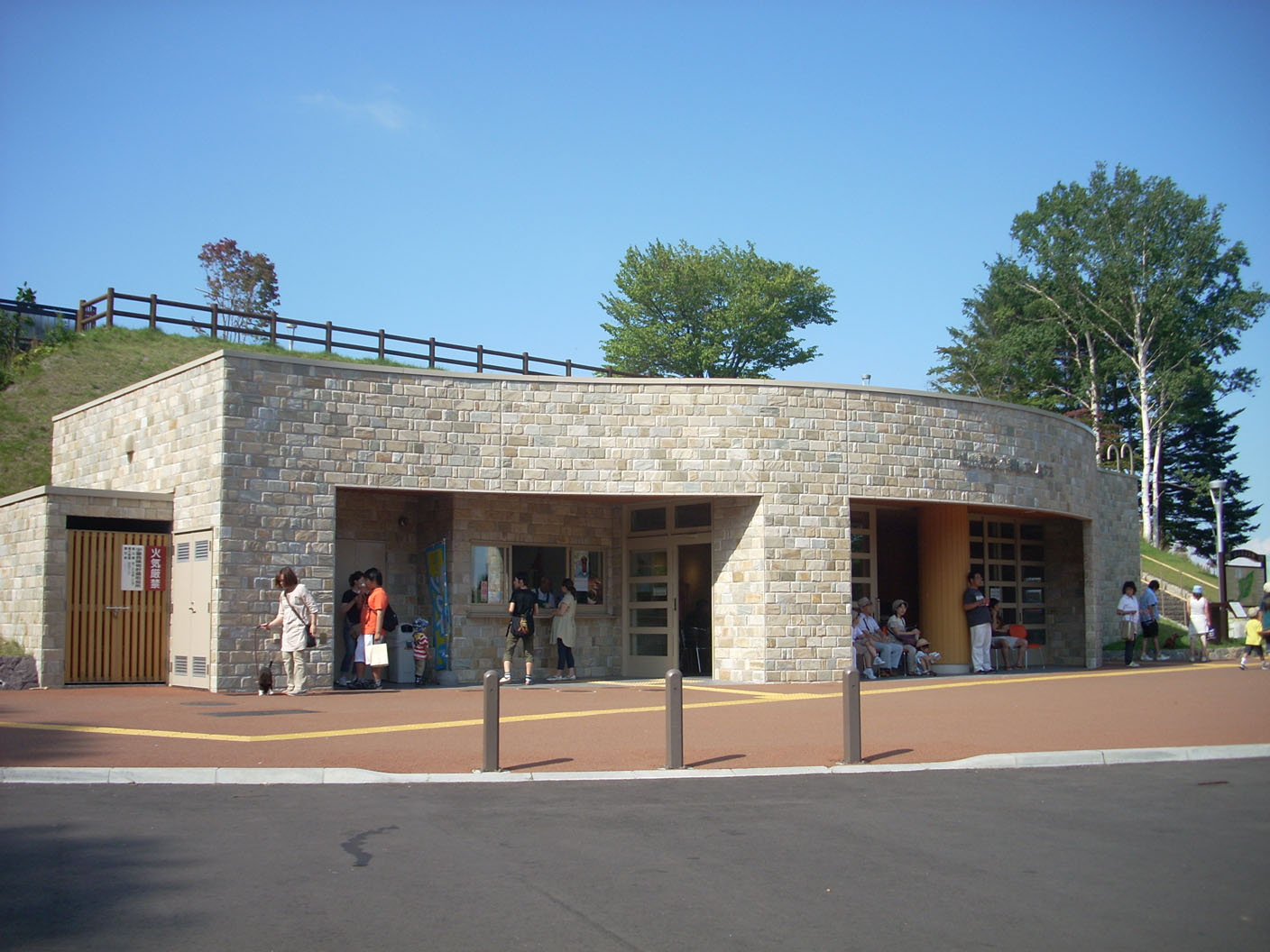
レストハウス（2009年8月）

## 記念碑・跡

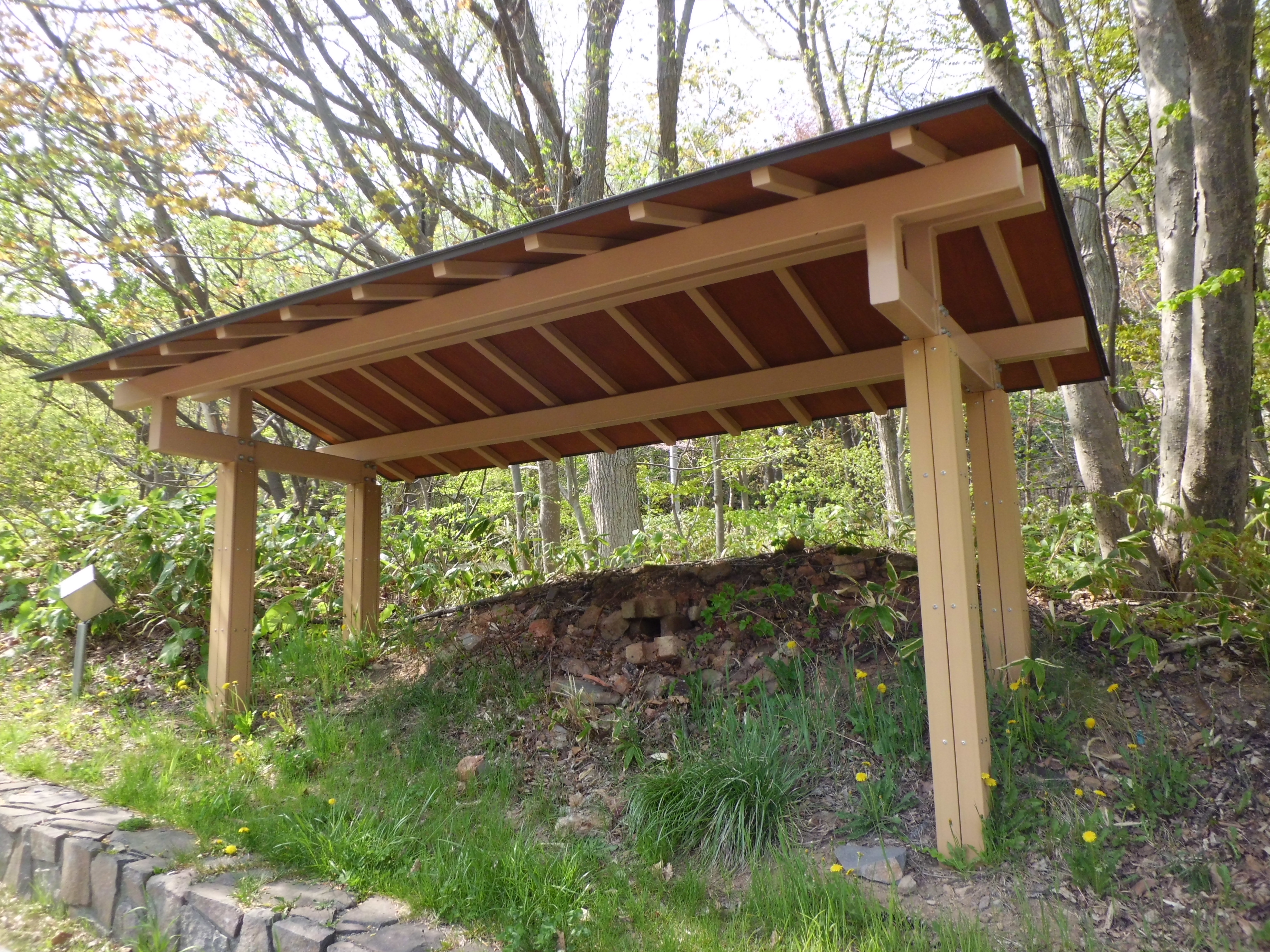
札幌焼窯跡（2015年5月）

- リバティベル
- 旭山記念公園由来碑
- 宮田益子歌碑
- 友愛の小径碑
- 植樹記念碑
- はたちのつどい記念碑
- とどの実会植樹碑
- 寺田京子句碑
- 札幌焼窯跡

- 札幌焼窯跡（2015年5月）

## 参考資料
- 『さっぽろ文庫』 12 藻岩・円山、札幌市。2016年1月15日閲覧。